# Lophosoria quesadae
Lophosoria quesadae là một loài dương xỉ trong họ Dicksoniaceae. Loài này được A. Rojas mô tả khoa học đầu tiên năm 1996.